# أماندا برونكر
أماندا برونكر (بالإنجليزية: Amanda Brunker)‏ هي متسابقة ملكة الجمال وعارضة أيرلندية، ولدت في 12 يونيو 1974 في دبلن في جمهورية أيرلندا.